# أشرف السلحدار
أشرف السلحدار (15 أكتوبر 1940 -) هو ممثل مصري.

## حياته ونشأته
من مواليد 15 أكتوبر 1940 عمل في السينما والتلفزيون في العديد من الأدوار الثانوية، كانت بدايته من خلال فيلم «القاهرة 30» للمخرج صلاح أبو سيف عام 1966، ثم شارك بعدها في الكثير من الأعمال  وامتد مشواره الفني لمدة 30 سنة من 1966 إلى 1996 حيث قدم خلالها 4 أعمال تلفزيونية و 27 فيلماً.

## أهم أعماله

### أفلام
| - ناصر 56:1996 - سواق الهانم:1994-باشا سابق - هدى ومعالي الوزير:1994 - شبكة الموت:1990 - يوميات امرأة عصرية:1987 - بيت الكوامل:1986-رجل الاعمال عوني بيه - كراكون في الشارع:1986 - العبقري خمسة:1985-مستر جون - إنقاذ ما يمكن إنقاذه:1985 | - الأخرس:1980-طبيب - رحلة داخل امرأة:1978-منير حلمي - سنه أولى حب:1976 - ملوك الضحك:1975-مدير الفندق - الناس والنيل:1972 - بنت بديعة:1972 - شباب يحترق:1972 - صور ممنوعة: القصة الأولى (ممنوع):1972 - صور ممنوعة: القصة الثانية (كان):1972 | - آدم والنساء:1971 - الاختيار:1971 - القتلة:1971-حسين - حسناء المطار:1971 - الأرض:1970-محمود بك - حياتي:1970-زميل احمد في الجامعة - القاهرة 30:1966-طالب - سيد درويش:1966 - اللحظة المضيئة |

### أخرى
- سهرة تليفزيونية:الخروج من الجلد:1990
- سهرة تليفزيونية:الهلباوي (الخروج من الجلد):1990
- مسلسل: ثمن الخوف:1988
- سهرة تليفزيونية:دولت فهمي التي لم يعرفها أحد:1987

## وصلات خارجية
- أشرف السلحدار على موقع IMDb (الإنجليزية)
- أشرف السلحدار على موقع الدهليز
- أشرف السلحدار على موقع قاعدة بيانات الأفلام العربية
- أشرف السلحدار على موقع قاعدة بيانات الفيلم (الإنجليزية)
- أشرف السلحدار على الدهليز
- أشرف السلحدار على كاروهات